# Quinn Shephard

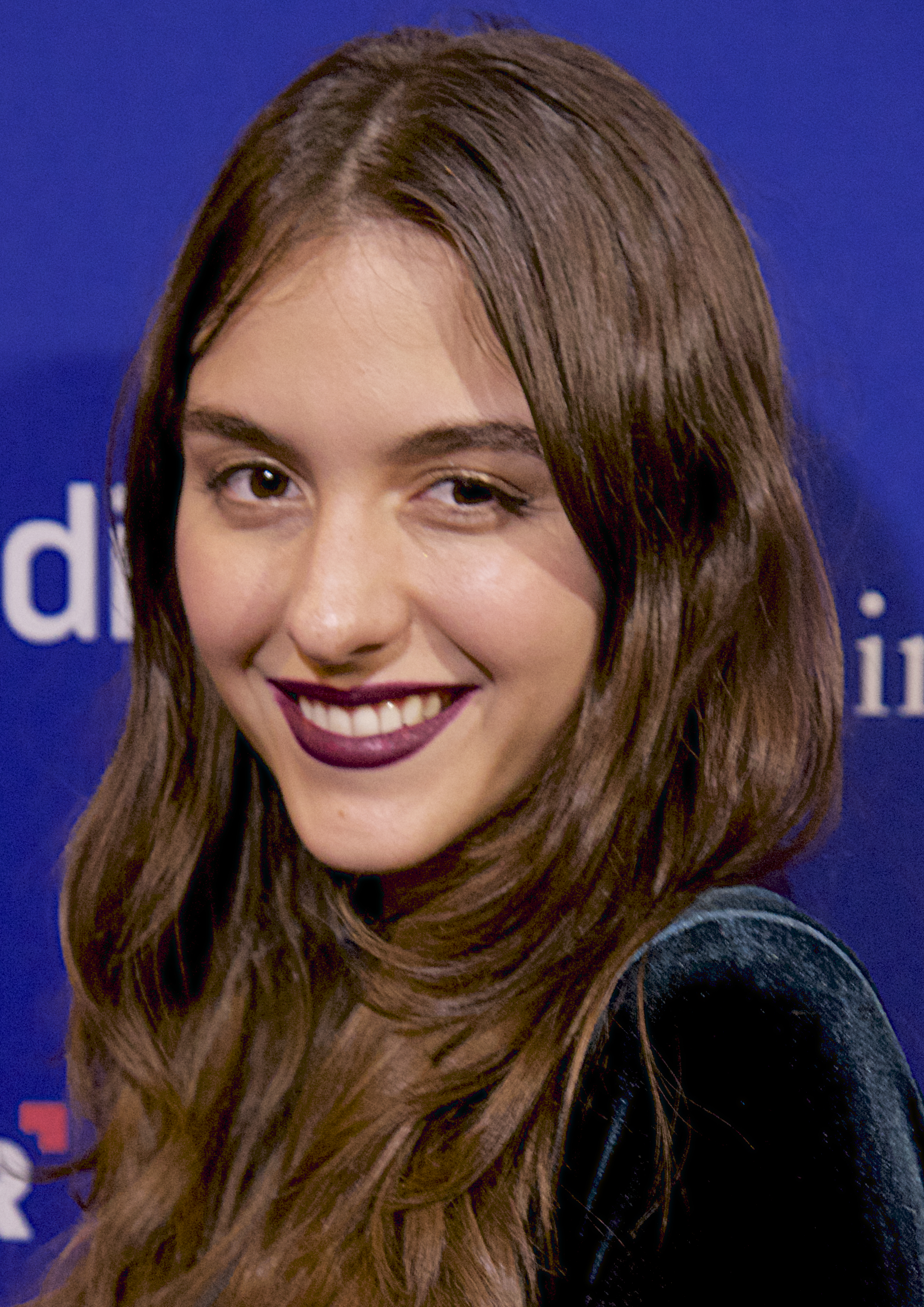
Quinn Shephard

Quinn Shephard (* 28. Februar 1995 in New York City, New York) ist eine US-amerikanische Schauspielerin und ehemalige Kinderdarstellerin. Bekanntheit erlangte sie vor allem durch ihre Rolle der „Donna Malone“ in der Weihnachtskomödie Oh je, du Fröhliche im Jahre 2006, sowie durch ihre Nebenrolle der „Morgan Sanders“ in der nach nur einer Staffel abgesetzten Thriller-Fernsehserie Hostages in den Jahren 2013 bis 2014.

## Leben und Karriere
Ihren ersten nennenswerten Auftritt in Film und Fernsehen hatte sie im starbesetzten Film Harrison’s Flowers des Franzosen Élie Chouraqui im Jahre 2000. Danach wurde es wieder weitgehend ruhig um die junge Nachwuchsschauspielerin. Erst im Jahr 2004 hatte sie wieder einen Filmauftritt, diesmal eine Nebenrolle in Barry Strugatz’ From Other Worlds. Auch danach konnte Shephard keine regelmäßigen Engagements verzeichnen; weitere zwei Jahre später hatte sie schließlich eine Nebenrolle in Oh je, du Fröhliche, als sie in die Rolle der „Donna Malone“ schlüpfte und im Anschluss bei den Young Artist Awards 2007 für ihre Leistung zusammen mit Tyler James Williams, Dyllan Christopher, Dominique Saldaña, Gia Mantegna und Brett Kelly für einen Young Artist Award in der Kategorie „Best Young Ensemble in a Feature Film“ nominiert wurde. Abermals zwei Jahre vergingen, ehe die in New York und New Jersey aufgewachsene Jungdarstellerin einen weiteren Filmauftritt verzeichnen konnte. Dabei hatte sie lediglich einen Kurzauftritt in Lange Beine, kurze Lügen und ein Fünkchen Wahrheit …, in den Hauptrollen unter anderem mit Bruce Willis, Mischa Barton und Reece Thompson.
Noch immer ohne regelmäßige Engagements dauerte es weitere drei Jahre, ehe Quinn Shephard für die nächste Produktion gebucht wurde. So hatte sie in der neunten Episode der 13. Staffel zusammen mit Lili Reinhart einen Auftritt als Mittäterin beim Mord eines Schulkollegen. Nach einem Auftritt im Kurzfilm Kiss? und in einer Episode der nur kurzlebigen Anwaltsserie Made in Jersey im Jahr 2012 hatte sie ab dem Jahr 2013 ihren eigentlich Durchbruch im Film- und Fernsehgeschäft, als sie in die Rolle der Morgan Sanders in die CBS-Thriller-Serie Hostages gecastet wurde. In der Serie tritt Shephard als Tochter von Dr. Ellen Sanders (gespielt von Toni Collette) und Brian Sanders (Tate Donovan) in Erscheinung und wurde in der nach einer Staffel bereits abgesetzten Serie bis 2014 in allen 15 produzierten und ausgestrahlten Episoden eingesetzt. Des Weiteren hatte sie 2013 einen weiteren Einsatz in Craig Gillespies Drama Trooper, wo sie die Tochter von New York State Trooper K.J. Flaxton, gespielt von Oscarpreisträgerin Mira Sorvino, mimt.
Durch die Erfolge mit Hostages folgten für Quinn Shephard nun weitere Engagements in namhaften Fernsehproduktionen. Dabei konnte die einstige YAA-Nominierte Auftritte in jeweils einer Episode von The Blacklist, Believe und Person of Interest verzeichnen und hatte zudem einen Filmauftritt im Anfang 2014 erschienenen Drama And, We’re Out of Time von Regisseur Jace Alexander. Bereits für 2015 ist die Premiere einer weiteren Produktion geplant, an der Shephard als Schauspielerin mitwirkt. Im aktuell noch im Dreh befindenden und für die Premiere Ende September 2015 eingeplanten Film Windsor wurde sie in die Rolle der Scarlett gecastet.
Die unter anderem auch als Theaterschauspielerin in Erscheinung tretende Quinn Shephard, sie spielte unter anderem 2010 im Drama Hexenjagd im Playhouse 22 in East Brunswick, NJ, ist auch als Drehbuchautorin und Filmemacherin aktiv. Ihre Arbeiten wurden bereits am Garden State Film Festival in Asbury Park gezeigt; mit Blame kann sie bereits ihren ersten abendfüllenden Spielfilm vorweisen. Im Jahr 2024 erschien mit Under the Bridge eine Miniserie, bei der Shephard das Drehbuch mitschrieb und in mindestens einer Episode Regie führte.

## Filmografie (Auswahl)
Filme
- 2000: Harrison’s Flowers
- 2004: From Other Worlds
- 2006: Oh je, du Fröhliche (Unaccompanied Minors)
- 2008: Lange Beine, kurze Lügen und ein Fünkchen Wahrheit … (Assassination of a High School President)
- 2012: Kiss? (Kurzfilm)
- 2013: Trooper
- 2014: And, We’re Out of Time
- 2015: Windsor
- 2016: Sweet, Sweet Lonely Girl
- 2017: Blame – Verbotenes Verlangen (Blame)
- 2018: The Miseducation of Cameron Post
- 2018: Midnight Sun – Alles für dich (Midnight Sun)
- 2022: Not Okay

Serien
- 2011: Law & Order: Special Victims Unit (1 Episode)
- 2012: Made in Jersey (1 Episode)
- 2013–2014: Hostages (alle 15 Episoden)
- 2014: The Blacklist (1 Episode)
- 2014: Believe (1 Episode)
- 2014–2015: Person of Interest (2 Episoden)
- 2015: Almost There (4 Episoden)
- 2018: Bull (1 Episode)
- 2018–2019: God Friended Me (2 Episoden)

## Nominierungen
- 2007: Young Artist Award in der Kategorie „Best Young Ensemble in a Feature Film“ zusammen mit Tyler James Williams, Dyllan Christopher, Dominique Saldaña, Gia Mantegna und Brett Kelly für ihr Engagement in Oh je, du Fröhliche[1]